# IC 1181
IC 1181 — галактика типу SB0-a (компактна витягнута галактика) у сузір'ї Геркулес.
Цей об'єкт міститься в оригінальній редакції індексного каталогу.